# Modicogryllus latefasciatus
Modicogryllus latefasciatus är en insektsart som först beskrevs av Lucien Chopard 1933.  Modicogryllus latefasciatus ingår i släktet Modicogryllus och familjen syrsor. Inga underarter finns listade i Catalogue of Life.